# Ультразвуковая кавитация
Ультразвуковая кавитация — образование и активность газовых или паровых пузырьков (полостей) в среде, облучаемой ультразвуком, а также эффекты, возникающие при их взаимодействии со средой и с акустическим полем. Существует два значительно различающихся вида ультразвуковой кавитации. Первый из них — инерционная кавитация, природа которой связана с образованием в жидкости парогазовых полостей вследствие растяжения жидкости во время отрицательного полупериода колебаний в акустической волне. После наступления полупериода сжатия эти полости резко захлопываются, при этом возникают локальный нагрев и гидродинамические возмущения в виде микроударных волн, кумулятивных струек и микропотоков жидкости. Второй вид — это неинерционная кавитация, характеризующаяся колебаниями длительно существующих, стабильных газовых пузырьков. Если порог инерционной кавитации превышен, то одновременно могут проявляться оба вида кавитации, тем более если учесть, что акустическое поле, как правило, неоднородно.
В некоторых случаях ультразвуковая кавитация имеет вредные последствия, и тогда следует искать пути, чтобы предотвратить её появление. Так, возникая на поверхности акустических излучателей, кавитация разрушает эту поверхность. Вместе с тем акустическая кавитация с успехом используется в ультразвуковой технологии, например, для очистки загрязнённых деталей, снятия заусенцев, диспергирования, эмульгирования, для образования аэрозолей и пр. Особенно широкое и полезное применение кавитация нашла в медицинских приложениях ультразвука, особенно в хирургии.

## История, терминология
В опубликованной лишь несколько десятилетий назад литературе по физической и технической акустике под ультразвуковой кавитацией обычно подразумевалось образование разрывов сплошности жидкой среды под действием растягивающих напряжений в фазе разрежения, возникновение неустойчивых парогазовых полостей и последующее захлопывание этих полостей в фазе сжатия. Подобным явлениям соответствуют встречающиеся в литературе понятия «неустойчивая», «истинная», «паровая», «скоротечная», «реальная» кавитация. Позже для описания такого типа кавитации ряд авторов стал использовать термин «инерционная» кавитация, поскольку кинетическая энергия, запасённая в жидкости, сообщается пузырьку и управляет его движением во время схлопывания. В 1996 г. на симпозиуме по безопасности медицинского ультразвука Всемирной федерации ультразвука в медицине и биологии этот термин был «узаконен» для описания такого типа кавитации.
Физическая природа и проявления инерционной (неустойчивой) ультразвуковой кавитации были детально рассмотрены во многих работах обзорного характера и книгах
. Одним из важных физических явлений, возникающих при возникновении неустойчивых полостей, является образование и последующее распространение ударных волн.
Позже, однако, под термином кавитация стали понимать не только инерционную кавитацию, определение которой дано выше, но и любую активность пузырьков, либо прежде существовавших в среде, либо созданных под действием ультразвука, в том числе и колебания длительно существующих, стабильных газовых пузырьков. Эти пузырьки могут объединяться или расти до видимых размеров за счет так называемой выпрямленной или направленной диффузии. Суть этого явления состоит в том, что за период акустического колебаний газ диффундирует в пузырек во время фазы разрежения, а затем выходит из него во время фазы сжатия. Так как поверхность пузырька в фазе разрежения значительно больше, чем в фазе сжатия, то результирующий поток газа направлен внутрь пузырька, из-за чего пузырек растет. Стабильные пузырьки существуют в течение многих тысяч или миллионов циклов ультразвуковых колебаний, тогда как время жизни инерционных кавитационных пузырьков обычно сравнимо с продолжительностью нескольких циклов.
Этот тип кавитации часто называли «стабильной» кавитацией, поскольку она по существу соответствует возникновению поля стабильных пузырьков и не сопровождается физическими эффектами, характерными для неустойчивой ультразвуковой кавитации. Однако упомянутый выше симпозиум для описания такого типа кавитации «узаконил» использование термина «неинерционная» кавитация, который после этого стал общепринятым. Возникновение стабильно существующих пузырьков может приводить к различным, в частности, биологическим эффектам (деформации микроструктуры тканей, образованию мелкомасштабных акустических течений — микропотоков и т. д.), однако это явление не носит столь быстротечного, взрывного характера, как инерционная акустическая кавитация. Следует отметить, что пороговые значения интенсивности ультразвука, требуемые для образования инерционных (неустойчивых) кавитационных полостей, значительно выше, чем для возникновения неинерционных (стабильных) пузырьков.

## Кавитационные зародыши
Разрывы тканей образуются на кавитационных зародышах или «слабых точках» жидкой среды. Механизм длительного существования (стабилизации) в жидкостях слабых точек, каковыми по преимуществу являются микроскопические газовые пузырьки, уже давно представлялся загадочным и длительное время был предметом дискуссии. Дело в том, что большие пузырьки должны всплывать за счёт стоксовой силы плавучести (например, скорость всплытия пузырька радиусом 10 мкм составляет 0,2 мм/с), а малые пузырьки должны раствориться под действием давления, обусловленного поверхностным натяжением 2σ/R, где σ — коэффициент поверхностного натяжения на границе газа и жидкости, а R — радиус пузырька. Для примера для пузырька радиуса 1 мкм это добавочное давление составляет 1,5 атм. Для объяснения возникновения и стабильного существования в жидкостях газовых пузырьков — кавитационных зародышей были привлечены различные механизмы, подробно рассмотренные в ряде книг и обзоров. Так, было показано, что зародыши кавитации могут непрерывно создаваться в воде под действием космических лучей, нейтронов и других частиц высоких энергий. Фокс и Герцфельд выдвинули предположение, что органические молекулы могут формировать оболочку на поверхности пузырька, которая препятствует диффузии газа из него. Другая теория связана с наличием микротрещин на пылинках и примесных частицах; эти микротрещины, так же, как и твердые частицы, могут служить ловушками для газа.
Для биологических структур «слабыми точками», вероятно, становятся покрытые плёнкой органических примесей микроскопические газовые пузырьки, всегда имеющиеся в нормально насыщенных газом тканях, а также находящиеся в трещинах примесей или порах мембран. Эти пузырьки можно обнаружить с помощью специальных акустических методов. Другим типом «слабых точек» в биологических структурах могут быть границы раздела разных тканей или сред, например, крови и стенок кровеносных сосудов. Кавитационные ядра могут быть созданы намеренно, например, при использовании ультразвуковых эхоконтрастных агентов.

## Кавитационные пороги
В случае, если бы вода была бы идеально чистой и не содержала бы никаких парогазовых включений, она могла бы выдерживать растягивающие напряжения порядка 1000 МПа. Однако вследствие спонтанного возникновения в ней паровых пузырьков теоретическая прочность воды снижается на порядок и составляет 100 МПа. Реальная же прочность воды, находящейся в контакте с воздухом и атмосферной пылью, оказывается равной единицам и даже долям мегапаскалей. По удачному замечанию Флинна, любую находящуюся в реальных условиях воду не нужно разрывать — она и так уже разорвана находящимися в ней зародышами кавитации.
При использовании плоских ультразвуковых волн мегагерцового диапазона частот кавитация в жидких средах, в частности биологических средах с нормальным газосодержанием, может возникать при интенсивностях, составляющих всего 0,3 Вт/см2, то есть при амплитудах звукового давления, равных приблизительно 1 атм или 0,1 МПа (Стабильная кавитация существенно отличается от кавитации другого типа, известной как нестационарная или коллапсирующая кавитация. Такой процесс возникает в среде только при очень высоких интенсивностях ультразвука (пороговое значение интенсивности на частоте 1 МГц составляет примерно 300 Вт/см2)). В импульсном режиме облучения, а также с повышением частоты ультразвука, с увеличением вязкости среды и с уменьшением её газосодержания кавитационные пороги заметно возрастают, но обычно не превышают нескольких атмосфер. Однако при использовании в аналогичных ситуациях фокусированного ультразвука кавитационные пороги существенно (на несколько порядков) возрастают по сравнению с порогами в плоских ультразвуковых полях. Например, кавитация в тканях мозга подопытных животных возникает при интенсивностях ультразвука в фокальной области, составляющих сотни и тысячи Вт/см2. Показано также, что пороги кавитации в мышечной ткани собаки в частотном диапазоне 0,25-1,7 МГц составляли в терминах звукового давления 5 МПа•МГц−1, что для частоты 1 МГц в 50 раз выше указанного выше порога кавитации в плоском поле. Причина столь резкого повышения кавитационных порогов при использовании фокусированного ультразвука связана с рядом факторов. Прежде всего, объем фокальной области фокусирующего излучателя значительно меньше, чем зона воздействия при использовании плоских ультразвуковых волн; соответственно и вероятность нахождения в фокальной области кавитационных зародышей тоже невелика.
Другим важным фактором является то, что в случае фокусированного ультразвука кавитация возникает собственно в жидкой среде, а в случае плоских ультразвуковых волн — прежде всего на границе раздела между излучателем и жидкостью. Поскольку на любой, даже хорошо отшлифованной поверхности излучателя всегда имеются микротрещины, заполненные воздухом и являющиеся «генераторами» кавитационных зародышей, наличие подобных границ раздела всегда способствует резкому снижению кавитационной прочности среды. Кавитационная полость, возникшая из первоначального кавитационного зародыша, при захлопывании раскалывается на несколько микроскопических парогазовых пузырьков, служащих готовыми зародышами, на которых в последующих циклах ультразвуковых колебаний разовьются новые кавитационные полости. Этот процесс нарастает лавинообразно вплоть до достижения некоторого установившегося состояния, соответствующего возникновению в жидкой среде развитой кавитации. При этом в среде существует множество кавитационных зародышей, и кавитационная прочность среды уже никак не соответствует первоначальной прочности.
На практике интенсивность ультразвука, при которой возникает кавитация в исследуемом образце (например, ткани), существенно зависит от множества факторов: конфигурации ультразвукового поля в среде, чистоты среды, газосодержания, вязкости, температуры, внешнего давления, предыстории воздействия на неё ультразвуком, частоты ультразвука и т. д.. Например, при увеличении внешнего давления порог кавитации возрастает. Амплитуда акустического давления, требуемая для возбуждения кавитации, падает при увеличении газосодержания облучаемой жидкости. С увеличением температуры среды кавитационный порог в ней падает, а с ростом вязкости — возрастает. Таким образом, представленные в литературе величины порогов кавитации в тканях не имеют смысла без детального описания условий, при которых они измерялись. Так, по опубликованным данным, значения кавитационных порогов в воде на частоте 1 МГц могут изменяться от 1 до 2,7•103 Вт/см2.

## Кавитационный шум, субгармоники и ультрагармоники
Кавитационные пузырьки излучают звук, который можно регистрировать и анализировать. Измерения кавитационного шума позволяют не только определить кавитационную прочность среды, но и в ряде случаев оценить степень развития кавитации. При низких, подпороговых интенсивностях в среде излучается лишь сигнал основной частоты ультразвука f. Однако с повышением интенсивности спектр излучаемого сигнала становится более сложным и может включать более высокие гармоники (например, 2f), субгармоники (f/2, f/3 и т. д.) и ультрагармоники (2n+1) f/2. Возникновение гармоники или субгармоники в спектре сигнала считается показателем нелинейного движения пузырька. Наиболее активно изучалось возникновение субгармоники f/2, поскольку именно для неё получены многократные свидетельства существования связи между излучением звука и зарегистрированными биологическими эффектами.
Тем не менее, механизм возникновения субгармоники, особенно для неинерционной (стабильной) кавитации ещё продолжает дискутироваться. Для инерционной (нестационарной) кавитации он, по-видимому, более ясен, поскольку при сравнительно высокой интенсивности звука субгармоника может излучаться пузырьками, у которых время жизни до схлопывания составляет два периода ультразвуковых колебаний. Вероятно, таков же механизм излучения субгармоники f/3. Известно также, что при возникновении кавитационной активности в ультразвуковом поле уровень белого шума, то есть сигнала с непрерывным спектром в широкой полосе частот, возрастает. Механизм его возникновения связан с несколькими эффектами: возбуждением поверхности пузырька, возмущениями в среде в результате быстрого перемещения пузырьков в поле высокой интенсивности и образованием ударных волн при захлопывании пузырьков.

## Сонолюминесценция
Одним из показателей активности инерционной кавитации является измерение сонолюминесценции (то есть излучения света жидкостью, облучаемой ультразвуком), которую регистрировали даже при ультразвуковых параметрах, характерных для диагностического применения ультразвука. При изучении механизмов сонолюминесценции (их до сих пор нельзя признать вполне ясными) исследователи сталкивались со следующими фактами:
• свечение уменьшается с увеличением частоты ультразвука и не наблюдается на частотах выше 2 МГц;
• свечение возникает при определённой пороговой интенсивности ультразвука и далее возрастает с ростом интенсивности, однако может и исчезнуть при достижении весьма высокой интенсивности;
• свечение уменьшается при увеличении внешнего давления;
• свечение уменьшается при возрастании температуры среды.
Сонолюминесценция является полезным методом изучения и контроля кавитации в жидкостях. Однако этот метод неприменим для исследования кавитации в непрозрачных тканях.

## Методы контроля кавитации
Для контроля кавитации могут использоваться различные методы: физические (в том числе акустические), химические и биологические (в основном гистологические). Некоторые из разработанных методов пригодны лишь для контроля кавитации в биологических суспензиях. Таковы, например, методы, основанные на визуальной регистрации кавитационных полостей, исследовании изменений светового потока, проходящего через среду с кавитационными пузырьками, изучении химических изменений в среде (например, процессов выделения свободного йода из раствора йодистого калия), исследовании деградации макромолекул, люминесценции и т. д. Эти методы достаточно подробно обсуждаются в указанных выше обзорах и книгах.
Для контроля кавитации в непрозрачных биологических тканях in vivo наибольшее применение имеют акустические методы, основанные на регистрации широкополосного акустического шума или субгармоник, возникающих при наличии в среде ультразвуковой кавитации. Кавитационный шум можно контролировать и анализировать с помощью гидрофонов, сигнал с которых подается на спектроанализаторы, фильтры, настроенные на определённую частоту (например, субгармонику), или селективные вольтметры. Среди других акустических методов использовались также: ультразвуковая визуализация (в основном B-сканирование), рассеяние ультразвука, излучение второй гармоники и др..
Давно известен метод измерения порогов кавитации, основанный на контроле изменений импеданса облучаемой жидкости при образовании в ней кавитационных пузырьков. Показано, что импеданс воды в мощном ультразвуковом поле может уменьшиться вплоть до 60 %. Контроль импеданса можно проводить, измеряя изменение электрического сигнала на преобразователе.
Результаты измерений кавитационной активности существенно искажаются, если в фокальную область помещается гидрофон. Поэтому разрабатываются способы, позволяющие проводить такие измерения дистанционно. Так, для контроля кавитации в тканях мозга животных использовался «бесконтактный» акустический метод, основанный на использовании фокусирующего излучателя в качестве приемника, при этом регистрируется субгармоника. или кавитационный шум.
Разработано устройство для контроля кавитации, создаваемой в тканях с помощью литотриптера. Устройство, названное пассивным кавитационным детектором, состоит из двух ортогональных конфокальных приёмников, фокальные области которых пересекаются. Поперечный размер измеряемого объема составляет приблизительно 5 мм. Точная регулировка местоположения приёмников в пространстве достигалась с помощью миниатюрного гидрофона, установленного в точке фокуса. Особенностям измерения кавитации в фокальной области литотрипторов посвящены работы ряда авторов..
Для обнаружения кавитации применяются также оптоволоконные гидрофоны, измерение давления с помощью которых основано на использовании вызванного ультразвуком изменения коэффициента преломления среды. Детально описаны характеристики и данные испытаний подобного гидрофона.

## Применения в промышленности
Ультразвуковая кавитация применяется для очистки твердых тел (в частности, хирургических инструментов), снятия заусенцев, диспергирования, эмульгирования, для образования аэрозолей и увлажнения помещений, в пищевой промышленности и пр..

## Применения в медицине
Активное развитие в медицинских приложениях мощного фокусированного ультразвука получили методы, основанные на использовании инерционной акустической кавитации. Считалось, что кавитационный режим воздействия на ткани следует избегать в силу вероятностного характера возникновения кавитации и слабой воспроизводимости формы и местонахождения полученных разрушений. Несмотря на это было показано, что кавитационный режим воздействия в ряде случаев является не только альтернативным общепринятому и наиболее часто используемому тепловому режиму воздействия на ткани, но и по существу становится единственно возможным (и при этом безопасным) способом реализации таких применений.
Например, кавитационный режим может быть использован при ультразвуковом разрушении глубоких структур мозга (ультразвуковой нейрохирургии) через интактный череп. В этом случае применение традиционного теплового режима воздействия неизбежно приведёт к тепловому повреждению кости черепа вследствие высокого поглощения ультразвука в ней, тогда как режим ультразвуковой кавитации может оказаться вполне приемлемым для достижения поставленной цели. Кавитация может быть использована для разрушения клеточных мембран, что приведёт к некрозу клеток. Это свойство может быть использовано в ультразвуковой хирургии. Кавитация может оказаться эффективным средством повышения поглощения в тканях, а, следовательно, и усиления теплового компонента ультразвукового воздействия за счёт образования в тканях газовых пузырьков, резко увеличивающих поглощение звука. В свою очередь, повышение температуры усиливает кавитационную активность ультразвука, поскольку повышение температуры тканей снижает кавитационный порог в тканях. Имеются данные о том, что кавитация, по-видимому, является основным механизмом так называемого сонодинамического действия ультразвука, то есть повышения противоопухолевой эффективности лекарственных веществ при комбинированном использовании с ультразвуком. Другое возможное применение кавитации в онкологии может быть основано на разрушении кровеносных сосудов, окружающих опухоль, что приведёт к блокированию в ней кровотока и, как следствие, к повышению поражающего действия ультразвука на клетки опухоли.
Весьма давние традиции имеет способ механического разрушения клеток тканей путём их измельчения и разрыва за счет возникновения ударных волн при захлопывании большого числа кавитационных пузырьков. Гистологические особенности таких истинно кавитационных разрушений клеточной структуры тканей существенно отличаются от разрушений при тепловом некрозе тканей. Интересно, что само по себе действие на ткани больших положительных давлений, создаваемых при генерации ударных волн, не приводило к заметным разрушениям в опухолевых тканях in vivo, подтверждённым гистологическими и цитометрическими методами. Однако, как только перед положительным пиком звукового давления генерировалось отрицательное звуковое давление, резко повышавшее число образовавшихся кавитационных пузырьков, разрушения становились обширными и хорошо воспроизводимыми.
Кавитационная активность существенно усиливается при предварительном введении в ткани стабильных микропузырьков в виде промышленно изготавливаемых эхоконтрастных агентов. Порог возникновения кавитации в тканях почки животного снижался при этом в 4 раза. Кроме того, существенно уменьшился и порог разрушающего действия ультразвука (в 100 раз по длительности и в 2 раза по интенсивности). Снижение порога при введении микропузырьков, действующих как кавитационные зародыши, может сделать акустическую кавитацию более предсказуемым, а значит и более приемлемым для практики механизмом ультразвуковой хирургии.
При введении в ткани эхоконтрастных веществ наблюдается повышение поглощения ультразвука в ткани за счёт появления в ней газовых пузырьков. В частности, показано, что поперечное сечение поглощения пузырька размером 1,1 мкм (резонансная частота 3 МГц) составляет при резонансе 0,005 мм2, что на несколько порядков превышает физическую площадь такого пузырька. Оценки показывают, что достаточно иметь 8 резонансных пузырьков в 1 мм3 ткани, чтобы поглощение звука в ней (а, следовательно, и тепловое действие ультразвука) увеличилось в 2 раза. Показано, что добавление в ткань эхоконтрастных агентов увеличивает приращение температуры в ткани под действием ультразвука на порядок.
Механизмам взаимодействия контрастных агентов в виде газовых пузырьков с ультразвуком, биологическим эффектам пузырьков в ультразвуковом поле и рекомендациям по их безопасному практическому использованию посвящена обширная специальная литература.
Одним из наиболее перспективных направлений применения фокусированного ультразвука высокой интенсивности в хирургии становится «гистотрипсия». Необходимым условием для её осуществления является наличие в тканях микропузырьков либо в виде вводимых в организм контрастных агентов, либо пузырьков, оставшихся в тканях после предыдущей экспозиции. Эти микропузырьки обеспечивают воспроизводимые кавитационные пороги, значительно снижают пороги разрушения и способствуют созданию более регулярных по форме очагов разрушения. Границы таких разрушений весьма чёткие и гладкие. Достоинством гистотрипсии является то, что не только микропузырьки, но и механически измельчённые ткани распознаются ультразвуковой визуализацией. Это позволяет получать надёжную информацию о точности локализации разрушения и о достижении требуемого терапевтического эффекта, причём иногда и в реальном времени. Результаты экспериментов, проведенных с использованием режима гистотрипсии, представлены в ряде статей и проанализированы в книге.
Режим ультразвуковой кавитации с успехом используется в таких областях медицины как онкология, хирургия предстательной железы (простаты) и фибромиомы матки, разрушение тканей за грудной клеткой, лечение мерцательной аритмии, глаукомы, остановка кровотечений, ударно-волновая терапия, пластическая хирургия, косметология, снятие невропатической боли, лечение эссенциального тремора, разрушение внутримозговой опухоли — глиобластомы, лечение невралгии тройничного нерва, а также внутримозговых кровоизлияний, болезни Альцгеймера и др. (см.)